# Jaworowa
Jaworowa – wieś w Polsce położona w województwie mazowieckim, w powiecie pruszkowskim, w gminie Raszyn.
Na terenie wsi ustanowiono dwa sołectwa Jaworowa I i Jaworowa II. W roku 2023 sołectwa te liczyły odpowiednio 579 i 251 osób.
Wieś duchowna położona była w 1580 roku w powiecie warszawskim ziemi warszawskiej województwa mazowieckiego.

## Historia wsi
Nazwa wsi pochodzi od jaworów, dawniej bujnie rosnących na tych terenach. Pierwotnie wieś nosiła nazwę Jaworów, bywała określana jako Jaworzno, z czasem przyjęła nazwę Jaworowa.
W latach 1975–1998 miejscowość administracyjnie należała do województwa warszawskiego.